# Przyłęk (gromada w powiecie ząbkowickim)
Przyłęk – dawna gromada, czyli najmniejsza jednostka podziału terytorialnego Polskiej Rzeczypospolitej Ludowej w latach 1954–1972.
Gromady, z gromadzkimi radami narodowymi (GRN) jako organami władzy najniższego stopnia na wsi, funkcjonowały od reformy reorganizującej administrację wiejską przeprowadzonej jesienią 1954 do momentu ich zniesienia z dniem 1 stycznia 1973, tym samym wypierając organizację gminną w latach 1954–1972.
Gromadę Przyłęk z siedzibą GRN w Przyłęku utworzono – jako jedną z 8759 gromad na obszarze Polski – w powiecie ząbkowickim w woj. wrocławskim, na mocy uchwały nr 33/54 WRN we Wrocławiu z dnia 2 października 1954. W skład jednostki weszły obszary dotychczasowych gromad Przyłęk, Janowiec, Dzbanów i Laskówka ze zniesionej gminy Bardo w tymże powiecie. Dla gromady ustalono 13 członków gromadzkiej rady narodowej.
1 stycznia 1959 do gromady Przyłęk włączono obszar zniesionej gromady Brzeźnica w tymże powiecie.
31 grudnia 1961 do gromady Przyłęk włączono wsie Pilce i Suszka ze zniesionej gromady Ożary w tymże powiecie.
1 lipca 1968 z gromady Przyłęk wyłączono wieś Suszka, włączając ją do nowo utworzonej gromady Kamieniec Ząbkowicki  w tymże powiecie.
1 stycznia 1969 do gromady Przyłęk włączono miejscowości Dębowina i Opolnica z nowo utworzonego miasta Barda w tymże powiecie.
Gromada przetrwała do końca 1972 roku, czyli do kolejnej reformy gminnej.